# Annawan (Illinois)
Annawan je gradић u američkoj saveznoj državi Ilinois. Prema popisu stanovništva iz 2010. u njemu je živjelo 878 stanovnika.